# Distretto di Santa Cruz de Chuca
Il distretto di Santa Cruz de Chuca  è uno degli otto  distretti della provincia di Santiago de Chuco, in Perù. Si trova nella regione di La Libertad e si estende su una superficie di 165,12  chilometri quadrati.